# Cockspur Island
Cockspur Island er en amerikansk ø beliggende i Savannah-flodens sydlige kanal tæt ved Lazaretto Creek, nordvest for Tybee Island, Georgia, USA.
Det meste af øen ligger indenfor grænserne af nationalparken Fort Pulaski National Monument.

## Historiske bygninger og områder
- Fort Pulaski
- Cockspur Island fyrtårn, designet af New Yorker-arkitekten John S. Norris.
- Batteriet Hambright, opført under den spansk − amerikanske krig, som kystbatteri. Batteriet blev reaktiveret under første- og anden verdenskrig.
- Monument til minde om John Wesley.

## Betydende personer
Grundlæggeren af metodismen, i USA, John Wesley ankom til øen den 6. februar 1736, hvor han udbredte sit budskab.